# Aguaí
Aguaí is een gemeente in de Braziliaanse deelstaat São Paulo. De gemeente telt 32.101 inwoners (schatting 2009).

## Aangrenzende gemeenten
De gemeente grenst aan Casa Branca, Espírito Santo do Pinhal, Leme, Mogi-Guaçu, Pirassununga, Santa Cruz das Palmeiras, São João da Boa Vista en Vargem Grande do Sul.